# Самин, Михаил Иванович
Михаил Иванович Самин (род. 24 апреля 2000 года, Москва, Российская Федерация) — российский и израильский программист и гражданский активист, глава религиозной группы «Русская пастафарианская церковь» в 2016—2017 гг. По данным «Новой газеты», рекордсмен краудфандинга в России. Участник протестных акций в Москве с 2017 года.

## Биография
Родился 24 апреля 2000 года в Москве. В 2018 году окончил Европейскую гимназию.
В 8 лет изучил язык программирования «С». Стал заниматься созданием ботов, в том числе он разработал для соцсети «ВКонтакте» аналог Shazam — программы для распознавания мелодий, а также создал AudD, зарегистрированную в США B2B-компанию, сервис распознавания музыки с API, доступный для использования обычными людьми в том числе в качестве ботов в Vk и Telegram.
В 2013 году стал участвовать в пастафарианстве. 
В 2015 году издал «Евангелие Летающего макаронного монстра». 
В 2016 году стал главой религиозной группы «Русская пастафарианская церковь» под именем Сама Паста IV. Разместил в своём приписном свидетельстве для военного комиссариата фотографию с дуршлагом на голове, в результате чего сотрудники военкомата заменили фотографию Самина на взятую из сети Интернет без предварительного уведомления. Происшествие получило широкий общественный резонанс, большую огласку в СМИ.
После убийства Бориса Немцова стал заметен как гражданский активист. Участвовал в шествиях памяти Немцова. 26 марта 2017 года участвовал в антикоррупционном митинге Алексея Навального, в результате чего был задержан сотрудниками полиции и признан виновным в совершении административного правонарушения, а также вызван на допрос в Следственный Комитет РФ в качестве свидетеля. После этого к Самину домой приходили органы опеки и попечительства. Также Самин стал жаловаться на оказываемое на него давление в школе, связанное с позицией властей. Директор школы, в которой учился Самин, стала угрожать отчислением в связи с его успеваемостью, однако, по мнению Самина, данная позиция появилась после начала его политической активности. Впоследствии Самин был отчислен из школы. По факту отчисления директор школы, Вероника Бурмакина, дала интервью в СМИ, в котором сообщила, что «Самин был отчислен из-за плохой успеваемости».
В октябре 2018 года Самин сумел, по данным СМИ, побить рекорд краудфандинга в России — собрал на печать книги «Гарри Поттер и методы рационального мышления» 11 миллионов рублей (при заявленной цели в миллион рублей).
30 октября 2018 года против Михаила Самина было возбуждено административное дело за пост в социальной сети «ВКонтакте». По мнению МВД РФ, Самин занимался призывами к участию в акции против повышения пенсионного возраста 9 сентября 2018 года, которая являлась незаконной. Следствие указало, что Самин входил в число организаторов митинга. Согласно официальным данным, суд должен был состояться 26 октября 2018 года, однако сам Самин узнал о факте существования дела только 29 октября. Заседание было перенесено на 20 ноября.
В 2018 году поступил в Высшую школу экономики. Произошёл спор с администрацией ВШЭ, в результате которого Самин отстоял право на ношение дуршлага на голове и в его студенческом билете была размещена его фотография с дуршлагом на голове (символом пастафарианства).
31 декабря 2020 года получил в Израиле второе гражданство.
В феврале 2021 года его задержали возле Мосгорсуда, куда он приехал как журналист освещать судебное заседание по делу Алексея Навального. Суд оштрафовал его на 200 тысяч рублей.

## Личная жизнь
В декабре 2021 года публично заявил о своей бисексуальности.